# Darío Rivas
Darío Rivas (Lugo, 1920-Buenos Aires, 15 de abril de 2019) fue el primer querellante español de la causa que investiga en Argentina los crímenes de lesa humanidad, genocidio y desaparición forzada cometidos durante la guerra civil y la dictadura de Francisco Franco. Rivas consiguió que su padre, Severino Rivas Barja, fuera el primer fusilado exhumado en Galicia.

## Trayectoria
En 1929, con nueve años, Rivas se despidió de su padre, Severino, al emigrar a Argentina con otros hermanos. Con dieciséis años, recibió la noticia de que su padre, que era un alcalde republicano en el municipio gallego de Castro de Rey, había sido fusilado 'por traición a la patria' el 29 de octubre de 1936. Severino tenía 58 años y nueve hijos cuando fue asesinado por un grupo de falangistas, tres meses después de asumir su cargo.
Al enterarse de la noticia, Rivas quiso conseguir justicia para su padre e inició el proceso para encontrar dónde estaba enterrado. Pasados setenta años logró recuperar su cuerpo y, en 2005, Severino se convirtió en el primer fusilado exhumado en Galicia. Después de recuperar sus restos, Rivas colocó una placa en la que ponía: “Papá, descansa en paz. Te lo pide tu niño mimado”. Tras la exhumación, volvió a Argentina pero decidió ayudar a otras personas para que se exhumaran los restos de sus familiares de las fosas comunes y las cunetas.
El 14 de abril de 2010, Rivas, que tenía noventa años, presentó en el Juzgado Nacional en lo Criminal y Correccional Federal n.º 1 de Buenos Aires una denuncia particular para que comenzara una investigación sobre los crímenes del franquismo en base al principio de justicia universal reconocida por la Constitución de la Nación Argentina. La decisión de llevarlo ante una institución argentina fue motivada por la Ley de Amnistía de 1977, por la que la justicia española impide juzgar los crímenes de lesa humanidad, genocidio y desaparición forzada cometidos durante la guerra civil y la dictadura de Francisco Franco. Rivas se convirtió así en la primera persona en formar parte de la conocida como "Querella Argentina", que denuncia al Estado español como responsable de los delitos cometidos entre el día 17 de julio de 1936 y el 15 de junio de 1977, fecha de las primeras elecciones después de la muerte del dictador Francisco Franco.
Estando de visita en Santiago de Compostela, Rivas entregó a la canciller Angela Merkel una carta en la que le pedía “reparación por los crímenes del ejército alemán que ayudó a Franco a instaurar su dictadura”. En 2014, a propuesta de la Asociación para la Recuperación de la Memoria Histórica (ARMH), la Diputación Provincial de Lugo entregó a Rivas una placa de honor en agradecimiento “por su defensa de los derechos humanos y su lucha en defensa de los represaliados y familiares de las víctimas de la represión franquista”.